# Specola Vaticana
La Specola Vaticana è l'osservatorio astronomico e centro di ricerca scientifica della Chiesa cattolica, che fa capo al Governatorato dello Stato della Città del Vaticano.
La gestione della Specola Vaticana è affidata alla Compagnia di Gesù. Dal 18 settembre 2015 il direttore è fratel Guy Joseph Consolmagno.

## Storia
Le origini della Specola Vaticana vengono fatte risalire alla costruzione della Torre Gregoriana, avvenuta fra il 1578 e il 1580, per permettere gli studi astronomici necessari ad elaborare la riforma del Calendario, voluta da papa Gregorio XIII e promulgata nel 1582. Il principale strumento utilizzato era la meridiana, costituita da una linea retta in marmo bianco che corre lungo il pavimento, parallela alla direzione Nord-Sud, il cui scopo era di misurare l'altezza del sole a mezzogiorno secondo le stagioni meteorologiche.
Le prime osservazioni telescopiche sistematiche eseguite nell'ambito della Santa Sede risalgono, tuttavia, all'attività del Collegio Romano dei Gesuiti. Infatti con motu proprio del 14 luglio 1774, papa Clemente XIV ordinò la fondazione dell'Osservatorio Pontificio del Collegio Romano, allo scopo di ovviare ai problemi di osservazione legati all'architettura dell'edificio, e di dotare lo Stato Pontificio di un primo moderno osservatorio. Ma i progetti non vennero portati avanti e si dovette attendere l'azione, alla fine del XVIII secolo, del cardinale Francesco Saverio de Zelada, che fece costruire a spese del Collegio una torre alta circa 38 metri e acquistò alcuni strumenti astronomici, integrati poi da alcuni cannocchiali e orologi di precisione acquistati da papa Pio VII durante la sua permanenza in Francia.
L'attrezzatura assolutamente inadeguata alle moderne esigenze scientifiche convinse il gesuita Angelo Secchi a progettare un nuovo Osservatorio, dotato di quattro corpi di fabbrica per le osservazioni meridiane, per il grande equatoriale, per l'equatoriale minore di Chauchaoix e infine per il gabinetto magnetico e meteorologico. Sotto la direzione di Secchi, l'astronomia vaticana iniziò ad acquisire rilievo internazionale.
In seguito all'Unità d'Italia, con la perdita della sovranità territoriale da parte della Santa Sede, l'Osservatorio del Collegio Romano venne incorporato nei territori dello Stato italiano. Si pose pertanto l'esigenza di dotare il Vaticano di una nuova struttura per le osservazioni astronomiche. Fu padre Francesco Denza a proporre a papa Leone XIII nel 1888 di riaprire la Torre dei Venti costruita da papa Gregorio XII, che fino al 1821 era servita per le osservazioni del cielo e che da allora versava in stato di abbandono.
La fondazione della Specola Vaticana avvenne ufficialmente con il motu proprio di Leone XIII Ut mysticam del 14 marzo 1891 e lo stesso Denza ne fu nominato primo direttore. L'osservatorio era dotato di una prima cupola girevole di 3,5 metri con apertura di 58 cm, a cui nel giro di pochi anni se ne aggiunsero altre tre, insieme a strumentazioni più moderne acquisite attraverso donazioni. Due anni dopo, la Specola si dotò di un eliografo per la fotografia del Sole, collocato sulla terrazza del Braccio Nuovo dei Musei Vaticani (in seguito trasferito sulla terrazza dell'attuale Monastero Mater Ecclesiae). Nel 1909 un grande rifrattore venne collocato sulla cima della torre adiacente alla Palazzina Leone XIII, protetto da una cupola di 8,8 metri.
Tra le prime grandi imprese scientifiche della Specola, va ricordata la collaborazione nel progetto internazionale della Carte du Ciel, il primo atlante fotografico delle stelle. La Specola collaborò con altri 21 osservatori di tutto il mondo per portare a termine la mappatura del cielo. Per la realizzazione di questo grande sforzo scientifico fu necessario dotare la Specola di un grande telescopio. Si utilizzò la Torre S. Giovanni, situata sempre sulle Mura leonine, dove venne costruita una cupola girevole di 8 metri. Furono 4 suore dell'Istituto Suore di Maria Bambina di Milano che dal 1910 al 1922 catalogarono 400.000 stelle.
Alla fine degli anni venti, la crescente illuminazione della città di Roma rese sempre più difficile l'osservazione del cielo. Il nuovo direttore della Specola, Johan Stein, avviò negli anni trenta la ricerca di una nuova sede, individuata nel Palazzo Pontificio di Castel Gandolfo. Lo spazio, concesso da papa Pio XI, divenne operativo nel 1935. La nuova struttura fu dotata dei mezzi più potenti, con una cupola girevole di 8,5 metri per il nuovo rifrattore visuale, e un'altra cupola di 8 metri per ospitare un moderno doppio astrografo, dotato di uno spettrografo per la ricerca astrofisica. Vennero inoltre installati laboratori di spettroscopia per lo studio dei numerosi meteoriti collezionati dalla Specola, e un'ampia biblioteca. Nel 1965 fu installato un Centro di Calcolo per ospitare i computer necessari alle sempre più avanzate ricerche astrofisiche.
Negli anni settanta lo stesso problema che aveva costretto la Specola a trasferirsi da Roma a Castel Gandolfo si ripresentò con l'aumento dell'illuminazione artificiale della cittadina e delle aree limitrofe. Sotto la direzione di George Coyne, la Specola avviò la ricerca di una sede per ospitare un nuovo osservatorio, optando infine per Tucson, in Arizona, dove padre Coyne era stato direttore del Catalina Observatory e dello Steward Observatory dell'Università dell'Arizona. Con una convenzione stipulata nel 1980, venne istituito a Tucson il Vatican Observatory Research Group, che utilizzava i telescopi presenti nell'università. Successivamente si decise di avviare il progetto di costruzione di un vero e proprio Osservatorio del Vaticano. Allo scopo fu fondata nel 1987 la "Vatican Observatory Foundation", per il coordinamento della campagna di raccolta fondi necessari alla realizzazione progetto. Il Vatican Advanced Technology Telescope (VATT) è stato inaugurato nel 1993 ed è dotato di un avanzato telescopio con diametro di 1,83 metri e di una serie di laboratori astrofisici.

## Attività di ricerca

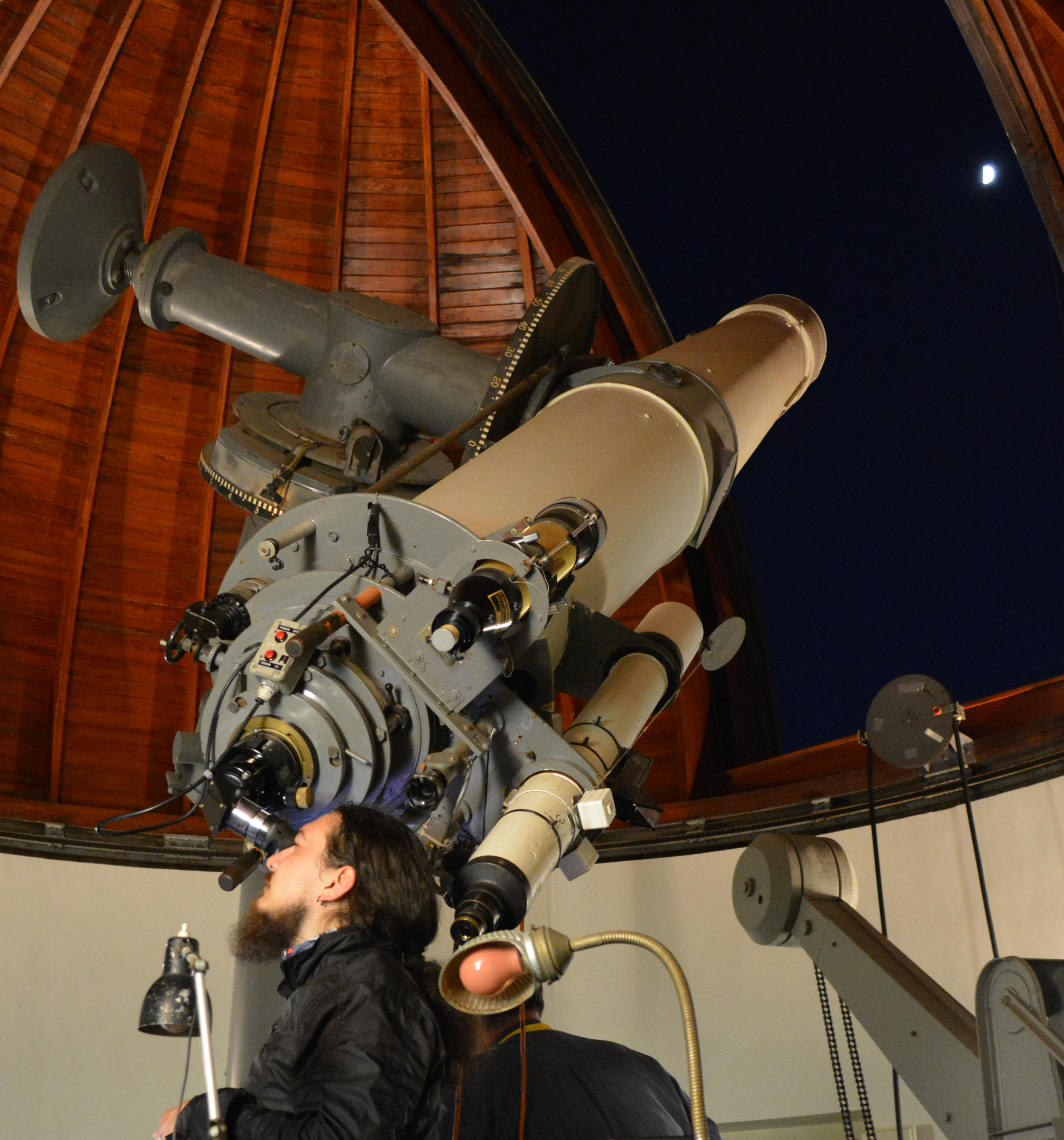
Telescopio rifrattore Zeiss

La struttura di Castel Gandolfo, pur dotata di quattro telescopi (rifrattore Zeiss di 40 cm di apertura, del 1935; telescopi gemelli del doppio astrografo Zeiss; riflettore Cassegrain da 60 cm), ancora in parte utilizzati, non ospita più attività di osservazione astronomica, per via delle impraticabili condizioni di luminosità. Sono invece ancora svolte analisi sulla collezioni di meteoriti, in particolare per la misurazione delle loro proprietà fisiche, quali densità, porosità, suscettibilità magnetica, capacità termica e conduttività.
Ogni due anni, a partire dal 1986, la sede di Castel Gandolfo ospita la "Vatican Observatory Summer School", aperta a studenti universitari dei corsi avanzati e a studenti laureati in astronomia da tutto il mondo. La Specola ospita inoltre periodicamente convegni accademici, nonché eventi di divulgazione aperti al pubblico.

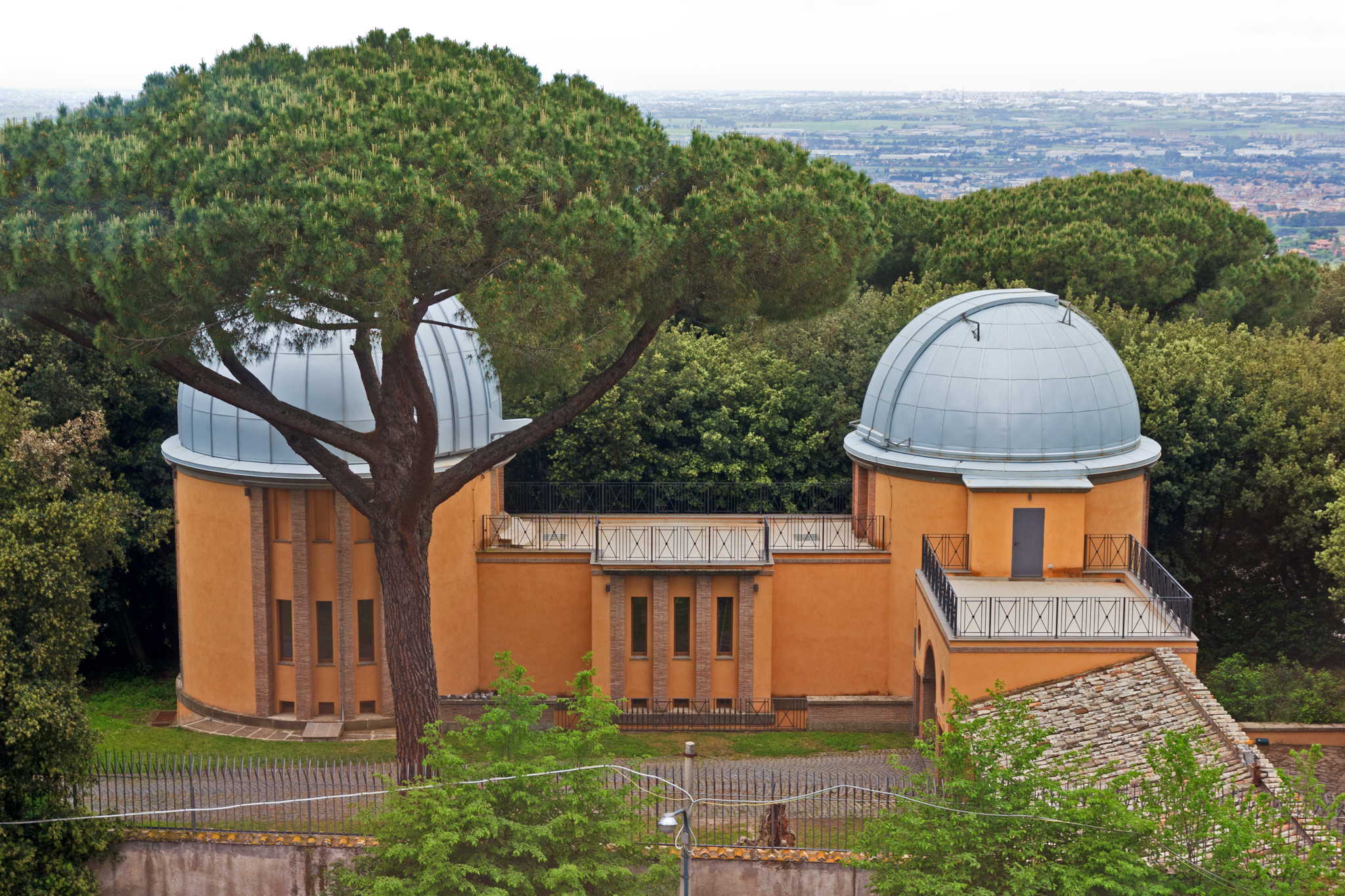
Sezione di Villa Barberini

Presso Villa Barberini è situata una sezione della Specola costituita da due cupole: nella prima, costruita nel 1941, si trova il telescopio che ha contribuito al progetto Carte du Ciel con l'obbiettivo di mappare completamente il cielo tramite un obbiettivo da 13’’, una lunghezza focale di 343 cm e un telescopio rifrattore da 8’’ con lunghezza focale di 360 cm; la seconda cupola è stata costruita nel 1954 per il telescopio riflettore da 65 cm.
Presso il VATT di Mount Graham, invece, vengono svolte le attività di ricerca astronomiche, astrofisiche e cosmologiche. Le aree di ricerca si dividono in:
- Planetologia: in particolare una survey degli oggetti trans-nettuniani, analisi dei corpi della fascia degli asteroidi e ricerca dei Near-Earth object[11].
- Ricerca di esopianeti[12].
- Astronomia stellare: in particolare classificazione fotometrica delle stelle, determinazione della periodicità delle pulsar, formazione delle stelle subnane, spettroscopia di potenziali esopianeti individuati dalla Missione Keplero[13].
- Galassie: in particolare la formazione stellare nelle galassie ellittiche, ammassi stellari e simulazione della formazione delle galassie nel modello cosmologico CDM[14].
- Cosmologia: in particolare modelli inflativi, teoria del multiverso, influenza su grande scala dell'interazione gravitazionale, gravità quantistica e cosmologia quantistica[15]. Uno dei membri della Specola, padre Gabriel Gionti, è stato anche visiting researcher presso il CERN[16].

## Direttori
- Francesco Denza, B. (1891-1894)
- Giuseppe Lais, C.O. (1894-1898)
- Ángel Rodríguez de Prada, O.S.A. (1898-1905)[17]
- Johann Georg Hagen, S.I. (1906-1930)
- Johan Stein, S.I. (1930-1951)
- Daniel Joseph Kelly O'Connell, S.I. (1952-1971)
- Patrick Treanor, S.I. (1971-1978)
- George Coyne, S.I. (1978-2006)
- José Gabriel Funes, S.I. (2006-2015)
- Guy Joseph Consolmagno, S.I., dal 2015

Il direttore è membro di diritto della Pontificia accademia delle scienze.